# Anneliese Jacke
Anneliese Jacke (* 2. September 1908 in Magdeburg; † 27. Juni 1993) war eine deutsche Leichtathletin, die in den 1920er Jahren als Mehrkämpferin und Kugelstoßerin erfolgreich war. Sie startete für Viktoria 96 Magdeburg.

## Leistungen
Anneliese Jacke gewann 1928 die Vizemeisterschaft im Fünfkampf hinter Selma Grieme, nachdem sie im Vorjahr im Dreikampf den deutschen Meistertitel gewonnen hatte. Im Kugelstoßen wurde sie 1925 Vizemeisterin hinter Lilli Henoch und 1926 Dritte hinter Grete Heublein und Lilli Henoch. 
Im Jahr 1927 war sie Mitglied einer 4-mal-100-Meter-Staffel, die am 7. August in Breslau in exakt 50 Sekunden den ein Jahr zuvor von Lilli Henoch, Charlotte Köhler, Gerda Pöting und Cläre Voss in Köln aufgestellten deutschen Rekord um vier Zehntelsekunden verbesserte (Besetzung: Jacke als Startläuferin, Lieselotte Hellmann sowie die Zwillinge Rose und Ilse Drieling). Diese Leistung wurde von der FSFI als Weltrekord notiert. Er hatte ein knappes Jahr Bestand, ehe Rosa Kellner, Luise Holzer, Agathe Karrer und Lisa Gelius erstmals unter 50 Sekunden blieben (49,8 s). 
Als Bestleistungen werden für sie angegeben:
- Weitsprung: 4,81 m, erzielt am 24. Juni 1923 in Magdeburg
- Kugelstoßen: 10,73 m, erzielt am 16. September 1928 ebenda (Diese Weite bedeutete auf der Weltrangliste nur Platz 16)
- Diskuswurf: 33,42 m, erzielt am 31. Juli 1927 ebenda

Im Kugelstoßen kam sie dreimal unter die Top Ten der Weltrangliste:
- 1923: Platz 5 (9,12 m)
- 1926: Platz 9 (9,97 m)
- 1927: Platz 9 (10,63 m)

An den Olympischen Spielen 1928 in Amsterdam, bei denen erstmals leichtathletische Wettkämpfe für Frauen ausgetragen wurden, nahm sie nicht teil, da weder Mehrkampf noch Kugelstoßen auf dem Programm standen.